# Paul Yao Akoto
 (mars 2022).
Si vous disposez d'ouvrages ou d'articles de référence ou si vous connaissez des sites web de qualité traitant du thème abordé ici, merci de compléter l'article en donnant les références utiles à sa vérifiabilité et en les liant à la section « Notes et références ».
Pour les articles homonymes, voir Akoto.
Paul Yao Akoto connu sous le nom de Paul Akoto Yao est un homme politique ivoirien né le 12 avril 1938, à Sakassou et décédé le 16 janvier 2023, à Abidjan. Ancien élève de l'École Normale Supérieure de Saint-Cloud, premier agrégé de biologie ivoirien, il est écrivain, vice-président de l’Assemblée Nationale de Côte d’Ivoire, et membre du conseil Exécutif de l’UNESCO. Il est ancien ministre de l'éducation de son pays (gouvernement Félix Houphouët-Boigny). L'envol des tisserins (paru en 1986) reste son œuvre littéraire la plus connue. Il a été président de l'UDPCI.

## Biographie
Il effectue ses études primaires élémentaires dans les localités de Béoumi, Issia, et Adzopé ou il obtient son Certificat d'études primaires  élémentaire (CEPE)  en 1951. En 1952, il obtient le concours d'entrée au cours normal de Daloa. Entre 1952-1956, il obtient son Brevet études du premier cycle(BEPC et prix spécial du Rectorat de Dakar ). Il décroche son baccalauréat, série expérimentales à l'école normale de Dabou en 1959.